# Masterboy
Masterboy é um grupo de eurodance alemão. Criado em 1989, a banda que contava na sua formação original com Trixi Delgado, Tommy Schleh e Enrico Zabler, são mais conhecidos na Europa pelos sucessos "Feel the Heat of the Night", "Anybody (Movin' On)", "I Got to Give It Up", "Generation of Love", "Everybody Needs Somebody" e "Is This the Love". A banda esteve no Brasil em 1995, no Close-Up Dance Festival.
Em 1996 mudaram de vocalista para Linda Rocco e em 1999 para Anabel Kay. A partir de 2000 o grupo desacelerou suas atividades até paralisar completamente suas apresentações. Em 2013, se reuniu com o trio original e tem animado festivais de anos 90 em toda Europa. 

## Discografia
- Masterboy Family (1991)
- Feeling Allright (1993)
- Different Dreams (1994)
- Generation of Love (1995)
- Colours (1996)
- sinngles Collection (1997)
- Best of Masterboy (2000)
- The Heat Of The Night (2001)
- The Best (2006)
- US Album (2006)
- Greatest Hits of the 90's & Beyond (2008)

## Singles
- Dance To The Beat (1990)
- Shake It Up And Dance (1991)
- I Need Your Love (1991)
- Cause We Do It Again (1991)
- Masterboy Theme (1991)
- Keep On Dancing' (1991)
- Noche  Del Amor (1992)
- Fall in trance (1992)
- Everybody Needs Somebody (1993)
- Hung K/Everybody Needs Somebody/shine on (1993)
- I Got to Give It Up (1994)
- Feel the Heat of the Night (1994)
- Is This the Love (1994)
- Diferent Dreams (1995)
- Anybody (Movin' On)(1995)
- Megamix (1995)
- Generation Of Love (1995)
- Fell The Force (1995)
- Baby let be (1995)
- Land Of Dreaming (1995)
- Show me colours (1996)
- Stakka Bo-Great Blondino Land Of       Dreaming (1996)
- I whant To Break free (1996)
- Mister Feeling (1996)
- Just For You (1997)
- La Ola (Hand and Hand) (1997)
- Dancin' forever (1998)
- Porque te vas (1999)
- I like to like it (1999)
- Ride Like The Wind (2001)
- I need I Love Tonight (2002)
- Are You Ready (We Love the 90s) (2018)

## Vocais

### com Trixi
- "O-Oh Noche Del Amor" (1992)
- "I Got To Give It Up (1993)
- "Everybody Needs Somebody (1993)
- "Feel the Heat Of The Night (1994)
- "Different Dreams" (1995)
- "Is This The Love (1994)
- "Megamix (1995)
- "Generation Of Love (1995)
- "Land Of Dreaming (1995)
- "Anybody (Movin'on)" (1995)
- "Baby Let It Be (1995)
- "I Need a Lover Tonight" (2002)
- "Feel the Heat of the Night 2003" (2003)
- Are You Ready (We Love the 90s) (2018)

### com Linda Rocco
- Mister Feeling (1996)
- Children Of The Night (1996)
- Show Me Colours (1996)
- Just For You (1997)
- La Ola Hand In Hand (1997)
- Dancing Forever (1998)

### com Anabel Kay
- Porque Te Vas (1999)
- I Like To Like It (2000)
- Feel The Heat 2000 (2000)